# Peter von Nobile
Peter von Nobile (eredetileg Pietro Nobile) (Campestro, Ticino kanton, 1774. október 11. – Bécs 1854. november 7.  svájci–osztrák építész és építőmester.

## Életpályája
Peter von Nobile a későklasszicista építészet vezető építésze volt Bécsben. Többek között Rómában és Triesztben tanult Antonio Canova mellett. 1819-ben ő lett a bécsi akadémia építészeti részlegének az igazgatója. Fő művei  Bécsben  és Triesztben (Palazzo Costanzi (1817) és a Sant’Antonio Nuovo templom a Borgo Teresiano (1842) és Umagban találhatók. Tanítványai közül kiemelkednek a bécsi Opera később tragikus véget ért építészei, Eduard van der Nüll és August Sicard von Sicardsburg.

## Emlékezete
- Sírja a bécsi Zentralfriedhofban található.
- 1894-ben Bécs Penzing nevű negyedében  (14. kerület) utcát neveztek el róla (Nobilegasse).

## Képgaléria

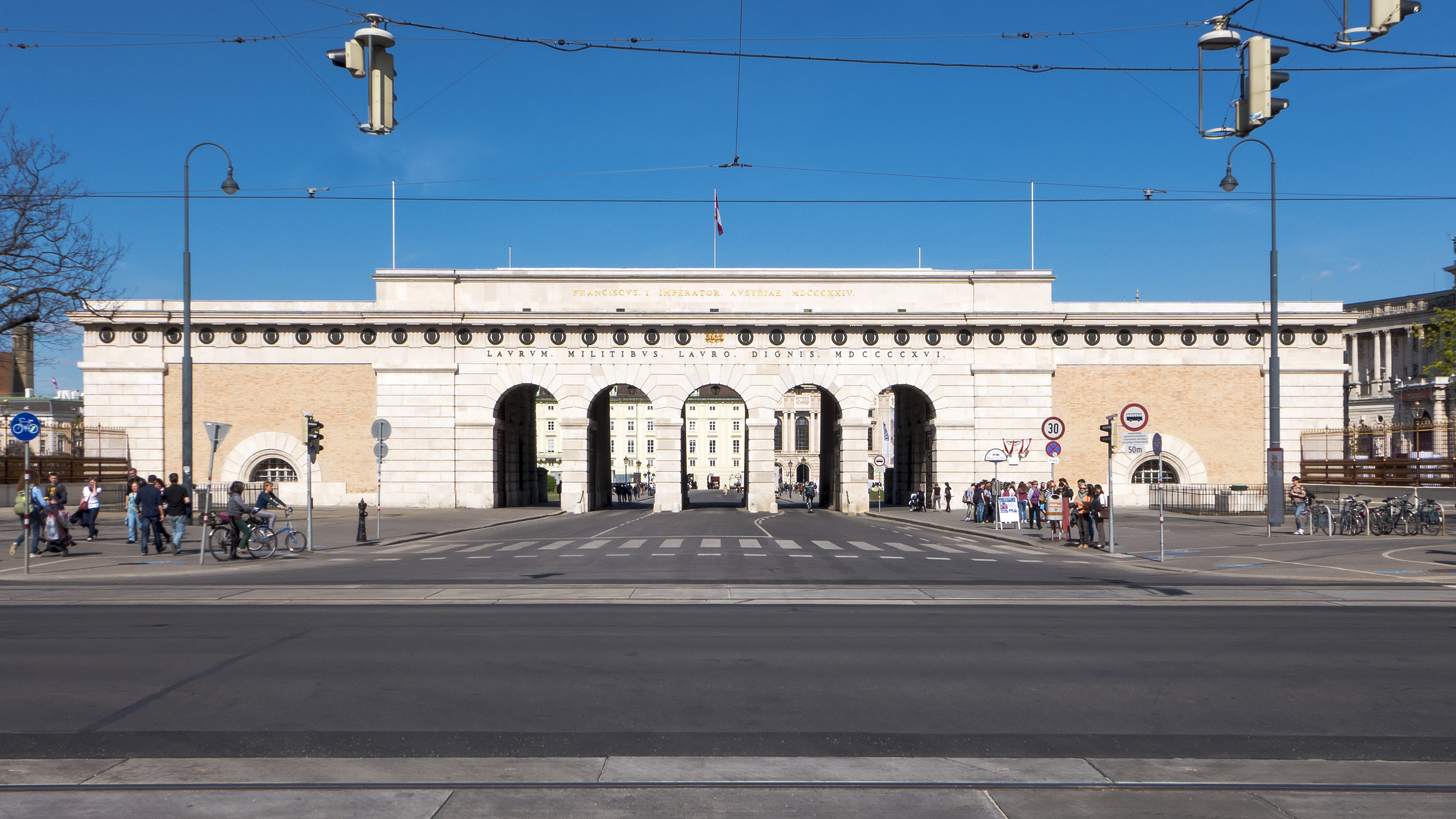
Bécs, Äußeres Burgtor (Heldenplatz, a  Ringstraße felől
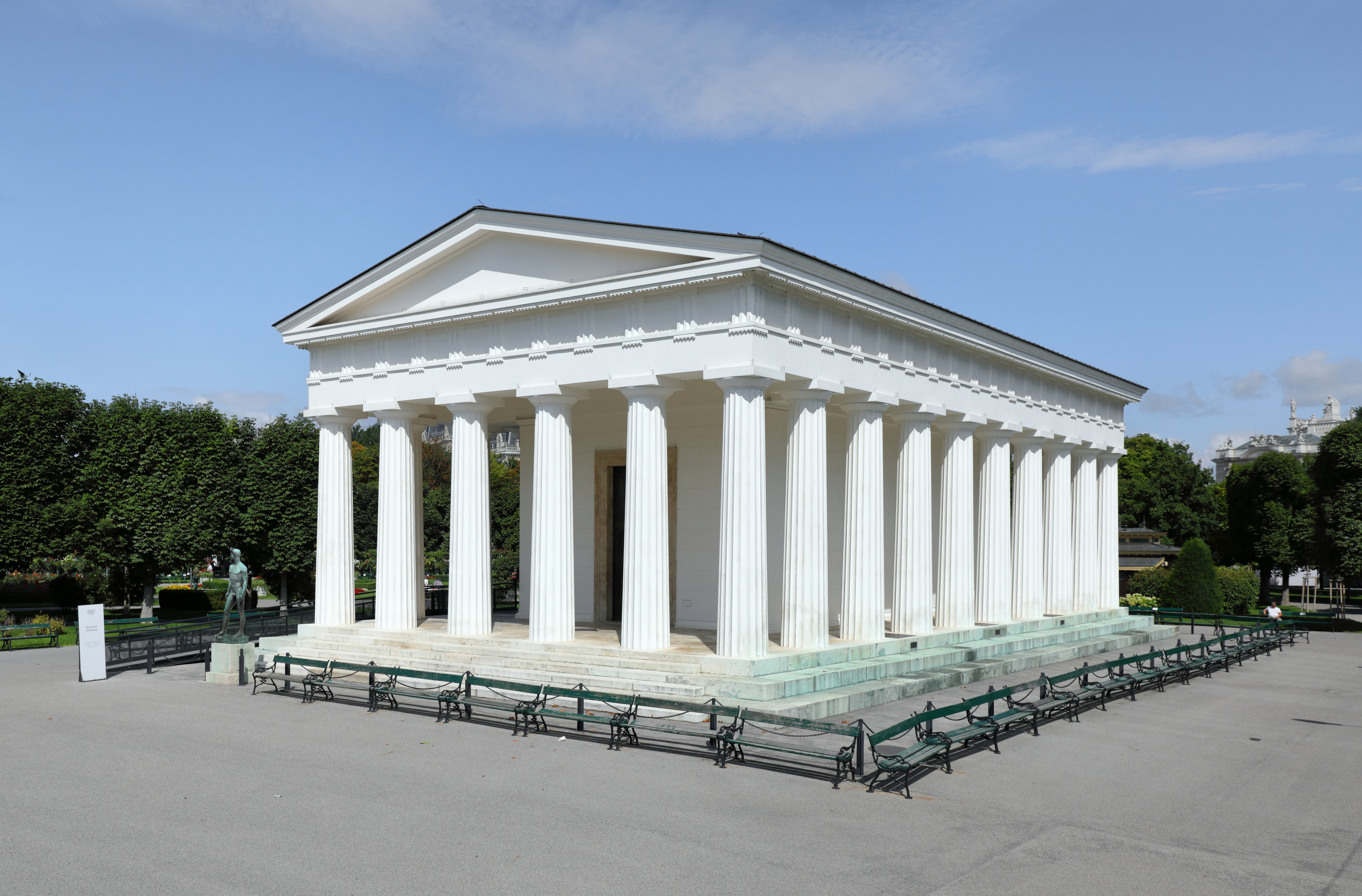
Bécs, Theseustempel (Volksgarten)
Trieszt, Sant'Antonio Nuovo

## Tanítványai
- Franz Xaver Lössl (1801 - 1885)
- Eduard van der Nüll (1812 – 1868)

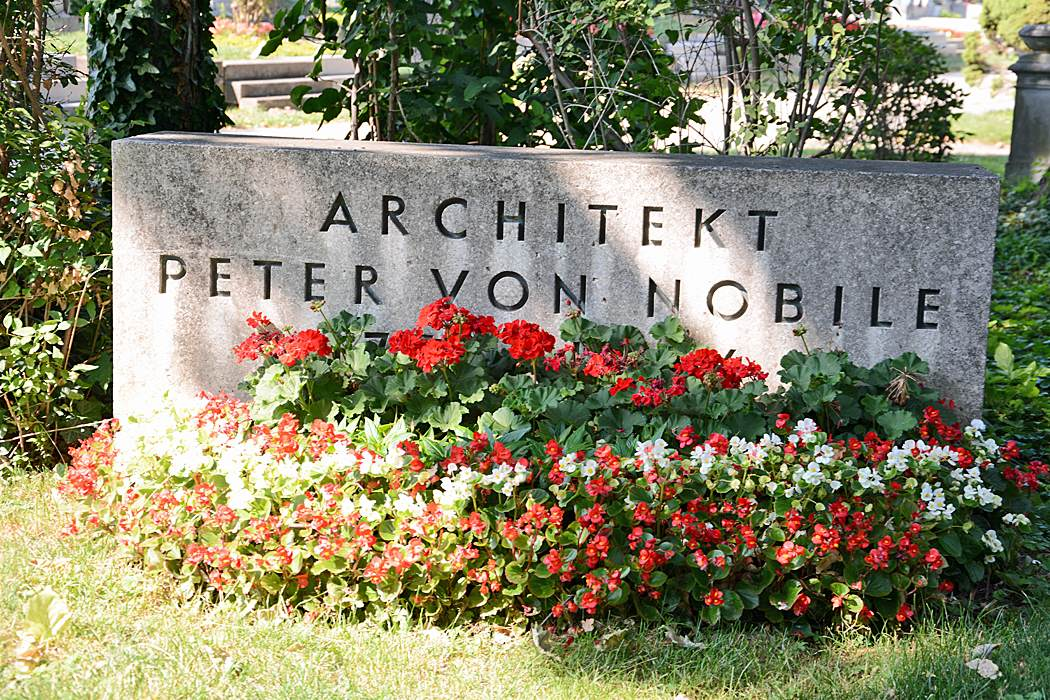
Sírja a bécsi Zentralfriedhofban

- August Sicard von Sicardsburg (1813 – 1868)